# Extensible Markup Language
Die Extensible Markup Language (dt. Erweiterbare Auszeichnungssprache), abgekürzt XML, ist eine Auszeichnungssprache zur Darstellung hierarchisch strukturierter Daten im Format einer Textdatei, die sowohl von Menschen als auch von Maschinen lesbar ist.
XML wird auch für den plattform- und implementationsunabhängigen Austausch von Daten zwischen Computersystemen eingesetzt, insbesondere über das Internet, und wurde vom World Wide Web Consortium (W3C) am 10. Februar 1998 veröffentlicht. Die aktuelle Fassung ist die fünfte Ausgabe vom 26. November 2008. XML ist eine Metasprache, auf deren Basis durch strukturelle und inhaltliche Einschränkungen anwendungsspezifische Sprachen definiert werden. Diese Einschränkungen werden entweder durch eine  Document Type Definition (DTD) oder durch ein XML Schema ausgedrückt. Beispiele für XML-Sprachen sind: RSS, MathML, GraphML, XHTML, XAML, Scalable Vector Graphics (SVG), GPX, aber auch das XML-Schema selbst.
Die Standardzeichenkodierung eines XML-Dokumentes ist UTF-8. XML-bearbeitende Systeme müssen die Kodierungen UTF-8 und UTF-16 beherrschen. XML-Dokumente, die UTF-8 oder UTF-16 verwenden, können in allen Texteditoren, die diese Kodierungen unterstützen, angezeigt und bearbeitet werden.
Wenn das XML-Dokument Binärdaten enthalten soll, müssen diese Daten zu Text umkodiert werden. Dazu kann z. B. die Base64-Kodierung verwendet werden.

## Fachbegriffe

### Element
Die wichtigste Struktureinheit eines XML-Dokumentes ist das Element. Elemente können Text wie auch weitere Elemente als Inhalt enthalten. Elemente bilden die Knoten des Strukturbaumes eines XML-Dokumentes. Der Name eines XML-Elementes kann in XML-Dokumenten ohne Dokumenttypdefinition (DTD) frei gewählt werden. In XML-Dokumenten mit DTD muss der Name eines Elementes in der DTD deklariert sein und das Element muss sich in einer zugelassenen Position innerhalb des Strukturbaumes gemäß DTD befinden. In der DTD wird u. a. der mögliche Inhalt eines jeden Elementes definiert. Elemente sind die Träger der Information in einem XML-Dokument.

### Tag
Für die Auszeichnung von Elementen werden Tags (Auszeichnungen) verwendet:
- ein Starttag für den Beginn eines Elementes: <Elementname>
- ein Endtag für das Ende eines Elementes: </Elementname>
- ein Leertag für ein Element ohne Inhalt: <Elementname/>

### Wohlgeformtheit
Ein XML-Dokument heißt „wohlgeformt“ (oder englisch well-formed), wenn es alle XML-Regeln einhält. Beispielhaft seien hier folgende genannt:
- Das Dokument besitzt genau ein Wurzelelement. Als Wurzelelement wird dabei das jeweils äußerste Element bezeichnet, z. B. <html> in XHTML.
- Alle Elemente mit Inhalt besitzen einen Start- und einen Endtag (z. B. <eintrag>Eintrag 1</eintrag>). Elemente ohne Inhalt können mit einem Leertag gekennzeichnet werden (z. B. <eintrag />).
- Die Start- und Endtags sind ebenentreu-paarig verschachtelt. Das bedeutet, dass alle Elemente  geschlossen werden müssen, bevor die End-Auszeichner des entsprechenden Elternelements oder die Beginn-Auszeichner eines Geschwisterelements erscheinen.
- Ein Element darf nicht mehrere Attribute mit demselben Namen besitzen.
- Attributwerte müssen in Anführungszeichen stehen ("..." oder  '...').
- Die Start- und Endtags beachten die Groß- und Kleinschreibung (z. B. <eintrag></Eintrag> ist nicht gültig).

### Gültigkeit (Validität)
Soll XML für den Datenaustausch verwendet werden, ist es von Vorteil, wenn das Format mittels einer Grammatik (z. B. einer Dokumenttypdefinition oder eines XML-Schemas) definiert ist. Der Standard definiert ein XML-Dokument als gültig (oder englisch valid), wenn es wohlgeformt ist, den Verweis auf eine Grammatik enthält und das durch die Grammatik beschriebene Format einhält.

### Parser
Programme oder Programmteile, die XML-Daten auslesen, interpretieren und ggf. auf Gültigkeit prüfen, nennt man XML-Parser. Prüft der Parser die Gültigkeit, so ist er ein validierender Parser.

## Aufbau eines XML-Dokuments
Beispiel einer XML-Datei
```
<?xml version="1.0" encoding="UTF-8" standalone="yes"?>

<verzeichnis>

    
<titel>
Wikipedia
 
Städteverzeichnis
</titel>

    
<eintrag>

        
<stichwort>
Genf
</stichwort>

        
<eintragstext>
Genf
 
ist
 
der
 
Sitz
 
von
 
...
</eintragstext>

    
</eintrag>

    
<eintrag>

        
<stichwort>
Köln
</stichwort>

        
<eintragstext>
Köln
 
ist
 
eine
 
Stadt,
 
die
 
...
</eintragstext>

    
</eintrag>

</verzeichnis>

```

XML-Dokumente besitzen einen physischen und einen logischen Aufbau.

### Physischer Aufbau
- Die Dokument-Entität (englisch Document entity) enthält das Hauptdokument.
- Weitere mögliche Entitäten sind über
  - Entitätenreferenzen (&name; für das Dokument bzw. %name; für die Dokumenttypdefinition) eingebundene Zeichenketten, eventuell auch ganze Dateien, sowie Referenzen auf Zeichenentitäten zur Einbindung einzelner Zeichen, die über ihre Nummer referenziert wurden (&#Dezimalzahl; oder &#xHexadezimalzahl;).
- Eine XML-Deklaration wird verwendet, um XML-Version, Zeichenkodierung und eine mögliche Verarbeitbarkeit ohne DTD zu spezifizieren.
- Eine DTD wird verwendet, um Entitäten sowie den erlaubten logischen Aufbau zu spezifizieren. Die Verwendung einer DTD kann in der XML-Deklaration abgewählt werden.

### Logischer Aufbau
Der logische Aufbau entspricht einer Baumstruktur und ist damit hierarchisch organisiert.
Als Baumknoten gibt es:
- Elemente, deren physische Auszeichnung mittels
  - eines passenden Paars aus Starttag <Tagname> und End-Tag </Tagname> oder
  - eines Leertags <Tagname/> erfolgen kann,
- Attribute als bei einem Starttag oder Leertag geschriebene zusätzliche Eigenschaften der Elemente in der Syntax Attributname=Attributwert,
- Verarbeitungsanweisungen <?Zielname Daten?> (englisch Processing Instructions),
- Kommentare <!-- Kommentar-Text -->, und
- Text, der als normale Zeichendaten oder in Form eines CDATA-Abschnittes <![CDATA[ beliebiger Text]]> auftreten kann.

Ein XML-Dokument muss genau ein Element auf der obersten Ebene enthalten. Unterhalb dieses Dokumentelements können weitere Elemente und Text verschachtelt werden.

## DTD
Eine Dokumenttypdefinition (DTD) beschreibt die Struktur und Grammatik von Dokumenten. Sie ist Systembestandteil von XML und per Standard aktiviert.
Werden Dokumente mit Bezug zu einer externen Dokumenttypdefinition oder mit einer integrierten Dokumenttypdefinition erstellt, so prüft der Parser das Dokument bereits beim Öffnen (Lesen). Ein Dokument auf Basis einer Dokumenttypdefinition ist stets ein valides Dokument. Die Übereinstimmung des Dokumentinhaltes mit den Regeln der Dokumenttypdefinition steht im Vordergrund. Die technische Lesbarkeit, also auch das Lesen von nicht validen Dokumenten ist nachrangig. Das ist für Volltextdokumente (erzählende Dokumente, engl. narrative documents) vorgesehen und der Haupteinsatzzweck.
Dokumente ohne DTD sind eher für den beliebigen Datenaustausch geeignet. Der Parser prüft diese Dokumente nur nach den Regeln der Wohlgeformtheit. Die technische Lesbarkeit steht hier an erster Stelle. Das Prüfen und Auslesen der eigentlichen Informationen wird mit nachgelagerten Prozessen realisiert.

## Lesbarkeit von XML-Dokumenten
Praktisch alle Webbrowser wie Apple Safari, Google Chrome, Microsoft Edge, Mozilla Firefox und Opera können XML-Dokumente mit Hilfe des eingebauten XML-Parsers direkt visualisieren.

## Klassifizierung von XML-Dokumenten
XML-Dokumente lassen sich anhand ihres beabsichtigten Gebrauchs und ihres Strukturierungsgrads in dokumentzentrierte und datenzentrierte Dokumente unterteilen. Die Grenze zwischen diesen Dokumentenarten ist jedoch fließend. Mischformen können als semistrukturiert bezeichnet werden.
- dokumentzentriert: Das Dokument ist an ein Textdokument angelehnt, das für den menschlichen Leser größtenteils auch ohne die zusätzliche Metainformation verständlich ist. XML-Elemente werden hauptsächlich zur semantischen Markierung von Passagen des Dokuments genutzt, das Dokument ist nur schwach strukturiert. Aufgrund der schwachen Strukturierung ist eine maschinelle Verarbeitung schwierig.
- datenzentriert: Das Dokument ist hauptsächlich für die maschinelle Verarbeitung bestimmt. Es folgt einem Schema, das Entitäten eines Datenmodells beschreibt und definiert, in welcher Beziehung die Entitäten zueinander stehen, sowie, welche Attribute die Entitäten haben. Das Dokument ist somit stark strukturiert und für den unmittelbaren menschlichen Gebrauch weniger geeignet.
- semistrukturiert: Semistrukturierte Dokumente stellen eine Art Mischform dar, die stärker strukturiert ist als dokumentzentrierte Dokumente, aber schwächer als datenzentrierte Dokumente.

Es ist typisch für datenzentrierte XML-Dokumente, dass Elemente entweder Elementinhalt oder Textinhalt haben. Der sogenannte gemischte Inhalt (mixed content), bei dem Elemente sowohl Text als auch Kindelemente enthalten, ist für die anderen XML-Dokumente typisch.

## Verarbeitung von XML

### Verarbeitungskriterien
Grundsätzlich sind drei Aspekte beim Zugriff auf ein XML-Dokument von Bedeutung:
- Wie erfolgt der Zugriff auf die XML-Datei: sequenziell oder wahlfrei?
- Wie ist der Ablauf beim Zugriff auf die XML-Daten gestaltet: „Push“ oder „Pull“? (Push bedeutet, dass die Ablaufkontrolle des Programms beim Parser liegt. Pull bedeutet, dass die Ablaufkontrolle im Code, der den Parser aufruft, implementiert ist.)
- Wie erfolgt das Baumstrukturmanagement der XML-Daten: hierarchisch oder verschachtelt?

### Programmgesteuerter Zugriff auf XML-Dokumente
Das Einlesen von XML-Dokumenten erfolgt auf unterster Ebene über eine spezielle Programmkomponente, einen XML-Prozessor, auch XML-Parser genannt. Er stellt eine Programmierschnittstelle (API) zur Verfügung, über die die Anwendung auf das XML-Dokument zugreift.
Die XML-Prozessoren unterstützen dabei drei grundlegende Verarbeitungsmodelle.
- DOM: Ein DOM-API repräsentiert ein XML-Dokument als Baumstruktur und gewährt wahlfreien Zugriff auf die einzelnen Bestandteile der Baumstruktur. DOM erlaubt außer dem Lesen von XML-Dokumenten auch die Manipulation der Baumstruktur und das Zurückschreiben der Baumstruktur in ein XML-Dokument. Aus diesem Grund ist DOM sehr speicherintensiv.
- SAX: Ein SAX-API repräsentiert ein XML-Dokument als sequentiellen Datenstrom und ruft für im Standard definierte Ereignisse vorgegebene Rückruffunktionen (callback function) auf. Eine Anwendung, die SAX nutzt, kann eigene Unterprogramme als Rückruffunktionen registrieren und auf diese Weise die XML-Daten auswerten.
- Pull-API: Ein XML-Pull-API verarbeitet Daten sequenziell und bietet sowohl ereignisbasierte Verarbeitung als auch einen Iterator an. Es ist hoch speichereffizient und ggf. leichter zu programmieren als das SAX-API, da die Ablaufkontrolle beim Programm und nicht beim Parser liegt.

Weitere Verarbeitungsmodelle:
- Data Binding: Diese Möglichkeit stellt XML-Daten als Datenstruktur direkt für einen Programmzugriff bereit. Die XML-Daten werden per Unmarshalling direkt in z. B. Objekte gewandelt.
- Nicht extrahierendes XML-API: Die Daten werden auf Byte-Ebene sehr effizient verarbeitet.

Oftmals greift der Anwendungscode nicht direkt auf die Parser-API zu. Stattdessen wird XML weiter gekapselt, so dass der Anwendungscode mit nativen Objekten / Datenstrukturen arbeitet, welche sich auf XML abstützen. Beispiele für solche Zugriffsschichten sind JAXB in Java, der Data Binding Wizard in Delphi oder das XML Schema Definition Toolkit in .Net. Die Umwandlung von Objekten in XML ist üblicherweise bidirektional möglich. Diese Umwandlung wird als Serialisierung oder Marshalling bezeichnet.

### XML-Parser-API-Beispiele
XML-Parser-APIs sind für verschiedene Programmiersprachen vorhanden, z. B. Java, C, C++, C#, Python, Perl und PHP. Parser-API-Beispiele:
- StAX (Java): Eine hochgradig speichereffiziente Parserimplementierung (Pull) und gleichzeitig einfach zu programmieren. Es werden Cursor- und Iteratorverarbeitungsmodelle angeboten.
- JAXB: Data Binding für Java. Beispielsweise kann aus einem XML-Schema die entsprechende Java-Klasse generiert werden und umgekehrt.
- Apache XMLBeans Java Data Binding Framework, kann bereits mit Java 1.4.2 verwendet werden
- Xerces: Ein validierender XML-Parser für C++, Java und Perl für eine große Anzahl an Plattformen.
- MSXML: Microsoft XML Core Services, die Microsoft XML Softwarebibliothek für XML-Unterstützung über DOM, SAX, XSLT, XML Schemata und andere zu XML gehörende Technologien

Zur Erstellung von XML-Dokumenten gibt es spezielle Programme, sogenannte XML-Editoren.
Zur Speicherung und Verwaltung von XML-Dokumenten gibt es ebenfalls spezielle Programme, sogenannte XML-Datenbanken.

### Transformation und Darstellung von XML-Dokumenten
Ein XML-Dokument kann mittels geeigneter Transformationssprachen wie XSLT oder DSSSL in ein anderes Dokument transformiert werden. Oftmals dient die Transformation zur Überführung eines Dokuments aus einer XML-Sprache in eine andere XML-Sprache, beispielsweise zur Transformation nach XHTML, um das Dokument in einem Webbrowser anzuzeigen.

## Schemasprachen
Um die Struktur von XML-Sprachen zu beschreiben, bedient man sich sogenannter Schemasprachen.

### XML Schema/XSD
XML Schema (beziehungsweise XSD für XML-Schema-Definition) ist die moderne Möglichkeit, die Struktur von XML-Dokumenten zu beschreiben.
XML Schema bietet auch die Möglichkeit, den Inhalt von Elementen und Attributen zu beschränken, z. B. auf Zahlen, Datumsangaben oder Texte, z. B. mittels regulärer Ausdrücke.
Ein Schema ist selbst ein XML-Dokument, welches erlaubt, komplexere (auch inhaltliche) Zusammenhänge zu beschreiben, als dies mit einer formalen DTD möglich ist.

### Weitere Schemasprachen
Weitere Schemasprachen sind Document Structure Description, RELAX NG und Schematron.

## XML-Familie

### Infrastruktur
Im Zusammenhang mit XML wurden vom W3-Konsortium auf Basis von XML viele Sprachen definiert, welche XML-Ausdrücke für häufig benötigte allgemeine Funktionen anbieten wie etwa die Verknüpfung von XML-Dokumenten. Zahlreiche XML-Sprachen nutzen diese Grundbausteine.
- Transformation von XML-Dokumenten: XSLT, STX
- Adressierung von Teilen eines XML-Baumes: XPath
- Verknüpfung von XML-Ressourcen: XPointer, XLink und XInclude
- Selektion von Daten aus einem XML-Datensatz: XQuery
- Datenmanipulation in einem XML-Datensatz: XUpdate
- Abfassen von elektronischen Formularen: XForms
- Definition von XML-Datenstrukturen: XML Schema (= XSD, XML Schema Definition Language), DTD und RELAX NG
- Signatur und Verschlüsselung von XML-Knoten: XML Signature und XML-Encryption
- Aussagen zum formellen Informationsgehalt: XML Infoset
- Formatierte Darstellung von XML-Daten: XSL-FO
- Definition zum Methoden- bzw. Funktionsaufruf durch verteilte Systeme: XML-RPC
- Standardisierte Attribute: XML Base und ID (DTD)
- XML-basierte deklarative Programmiersprache: MXML

### Sprachen
Heute bedienen sich viele formale Sprachen der Syntax von XML. So ist XML ein wesentliches Instrument, um – wie es das W3C vorsieht – eine offene, für Mensch und Maschine verständliche Informationslandschaft (Semantic Web) zu schaffen.
Auch die bekannte Dokumentsprache HTML wurde als „Extensible HyperText Markup Language“ (XHTML) im Anschluss an die Version 4.01 in dieses Konzept integriert, so dass ihr nun XML als Definitionsbasis zu Grunde liegt. Vielfacher Grund für den Einsatz von XML ist das zahlreiche Vorhandensein von Parsern und die einfache Syntax: die Definition von SGML umfasst 500 Seiten, jene von XML nur 26.
Die folgenden Listen stellen einige dieser XML-Sprachen dar.

#### Text
- XSL-FO (Textformatierung)
- DocBook
- DITA
- XHTML (XML-konformes HTML)
- TEI (Text Encoding Initiative)
- NITF (News Industry Text Format)
- OPML (Outline Processor Markup Language)
- OSIS (Open Scripture Information Standard)

#### Grafik
- SVG (Vektorgrafiken)
- X3D (3D-Modellierungssprache)
- Collada (Austauschformat für Daten zwischen verschiedenen 3D-Programmen)

#### Geodaten
- Geography Markup Language (GML)
- GPS Exchange Format (GPX): XML für GPS-Daten
- Keyhole Markup Language (KML): Koordinaten-Spezifikation für Google Earth
- City Geography Markup Language (CityGML)
- OpenStreetMap (OSM)
- Normbasierte Austauschschnittstelle (NAS)

#### Multimedia
- MEI (Music Encoding Initiative)
- MusicXML (Notendaten, aufgeschriebene Musik)
- SMIL (zeitsynchronisierte, multimediale Inhalte)
- MPEG-7 (MPEG-7 Metadaten)
- Laszlo (LZX)

#### Sicherheit
- Security Assertion Markup Language (sicherheitsbezogene Informationen beschreiben und übertragen)
- XML Signature (XML-Schreibweise für digitale Signaturen)
- XML-Encryption

#### Ingenieurwissenschaften
- AutomationML, ein Format zur Speicherung von Anlagenplanungsdaten
- CAEX, ein Format zur Speicherung hierarchischer Objektinformationen
- GSDML, ein Format zur Beschreibung von Automatisierungsgeräten, die mit Profinet kommunizieren können
- IODD, ein Format zur Beschreibung von Sensoren und Aktoren
- PLMXML, ein Format zur Beschreibung von Produktdaten als Teil der Siemens PLM Software[4]
- LandXML, ein Format zur Speicherung georeferenzierter Objekte
- RTML (Remote Telescope Markup Language), ein Format für die Beschreibung astronomischer Beobachtungsanfragen[5]

Mathematik und Naturwissenschaften
- AnIML, der ASTM XML Standard zu Darstellung von Daten aus der analytischen Chemie und Biologie[6]
- CIDX, ein Standard der chemischen Industrie
- MathML, zu Darstellung mathematischer Formeln und komplexer Ausdrücke

#### Weitere
Darüber hinaus existieren XML-Sprachen für Webservices (z. B. SOAP, WSDL und WS-*), für die Einbindung von Java-Code in XML-Dokumente (XSP), für die Synchronisation von Kalenderdaten SyncML, Repräsentation von Graphen (GraphML), Verfahren im Bereich des Semantischen Webs (RDF, OWL, Topic Maps, UOML), Service Provisioning (SPML), den Austausch von Nachrichten (XMPP) oder Finanzberichten wie bspw. Jahresabschlüssen (XBRL), zur Darstellung von Rechtsetzungsdokumenten Akoma Ntoso, in Bereichen der Automobilindustrie (ODX, MSRSW, AUTOSAR-Templates, QDX, JADM, OTX), automatisierten Tests z. B. von Schaltkreisen (ATML) über Systembiologie (SBML) sowie Landwirtschaft (AgroXML) bis zum Verlagswesen (ONIX) und viele weitere mehr.
Eine Zusammenfassung von XML-Sprachen für Office-Anwendungen findet sich im OpenDocument-Austauschformat (OASIS Open Document Format for Office Applications).